# Волгуда
Волгуда — река в России, течёт по территории Онежского района Архангельской области. Устье реки находится на высоте 166 м над уровнем моря в 93 км по правому берегу реки Нюхча. Длина реки — 16 км, площадь её водосборного бассейна — 83,2 км².

## Данные водного реестра
По данным государственного водного реестра России относится к Баренцево-Беломорскому бассейновому округу, водохозяйственный участок реки — реки бассейна Онежской губы от южной границы бассейна реки Кемь до западной границы бассейна реки Унежма, без реки Нижний Выг. Речной бассейн реки — бассейны рек Кольского полуострова и Карелии, впадает в Белое море.
Код водного объекта в государственном водном реестре — 02020001412102000007358.